# Liste der olympischen Medaillengewinner aus Deutschland
Die Liste der olympischen Medaillengewinner aus Deutschland listet alle Sportler des Deutschen Olympischen Sportbundes und seinen Vorgängerorganisationen auf, die bei Olympischen Spielen eine Medaille erringen konnten. Das Nationale Olympische Komitee für Deutschland wurde 1895 gegründet und noch im selben Jahr vom Internationalen Olympischen Komitee aufgenommen.

## Übersicht
In den Jahren 1920, 1924 und 1948 durften deutsche Sportler nicht an Olympischen Spielen teilnehmen, da infolge des Ersten und Zweiten Weltkrieges Deutschland vom IOC ausgeschlossen bzw. noch nicht wieder aufgenommen worden war. Nach dem Zweiten Weltkrieg wurde die olympische Tradition Deutschlands durch das vom IOC anerkannte NOK weitergeführt, das in Bonn wiedergegründet wurde.
In der deutschen olympischen Geschichte traten zeitweise, bedingt durch die politischen Umstände nach dem Zweiten Weltkrieg, auch mehrere deutsche Mannschaften gleichzeitig an (das Saarland und die gesamtdeutsche Mannschaft 1952, die DDR und die BRD mit eigener Mannschaft 1968 bis 1988). Auch nachdem 1968 die DDR mit eigener Mannschaft teilnehmen durfte, wurde die bundesdeutsche Mannschaft bis einschließlich 1976 weiterhin als Deutschland („GER“) geführt (bzw. in den Sprachen der gastgebenden Länder auch als „D“, „ALE“, „ALL“). Nur in den 1980er Jahren kam „FRG“ zum Einsatz. Im Widerspruch zu den tatsächlich verwendeten Bezeichnungen verwendet die Internetseite des IOC derzeit jedoch zwei zusätzliche Bezeichnungen für die Zeit von 1956 bis 1976:
- Die deutsche Mannschaft mit dem olympischen Länderkürzel „GER“ (bis 1952 und nach 1988)
283 Goldmedaillen, 287 Silbermedaillen, 292 Bronzemedaillen
- Die gesamtdeutsche Mannschaft mit dem olympischen Länderkürzel „EUA“ (1956–1964)
36 Goldmedaillen, 60 Silbermedaillen, 41 Bronzemedaillen
- Die Mannschaft der Bundesrepublik Deutschland mit dem olympischen Länderkürzel „FRG“ (1968–1988)
67 Goldmedaillen, 82 Silbermedaillen, 94 Bronzemedaillen
- Die Mannschaft der Deutschen Demokratischen Republik mit dem olympischen Länderkürzel „GDR“ (1968–1988)
192 Goldmedaillen, 165 Silbermedaillen, 162 Bronzemedaillen
- Die Mannschaft aus dem Saarland mit dem olympischen Länderkürzel „SAA“ (Sommer 1952)
keine Medaillen

Hinweise
- 1906 wird nicht hinzugerechnet.
- 1952 wurde Deutschland bzw. die gesamtdeutsche Mannschaft nur durch bundesdeutsche Sportler vertreten. Die DDR boykottierte, weil sie mit einer eigenen Mannschaft antreten wollte.[2]
- 1980 (Bundesrepublik Deutschland) und 1984 (DDR) nahm jeweils eine deutsche Mannschaft an dem Boykott ihres politischen Lagers teil.

## Sonstige Wettbewerbe
Bei den Olympischen Zwischenspielen 1906 in Athen wurden 15 Medaillen errungen (4 Gold-, 6 Silber- und 5 Bronzemedaillen). Diese Auszeichnungen tauchen heute jedoch in den offiziellen Listen des Internationalen Olympischen Komitees nicht mehr auf, weshalb auch hier auf eine Einbeziehung dieser Erfolge verzichtet wird.
Bei den olympischen Kunstwettbewerben, die insgesamt siebenmal ausgetragen wurden, konnten deutsche Künstler insgesamt 23 Medaillen gewinnen. Diese teilen sich in sieben Gold-, sieben Silber- und neun Bronzemedaillen auf. Franz Schmid und Toni Schmid wurden 1932 außerdem mit dem Olympischen Bergsteigerpreis Prix olympique d’alpinisme für die erste Besteigung der Nordseite des Matterhorns geehrt. Auch diese Medaillen werden nicht zur Gesamtbilanz hinzugerechnet.

## Medaillenbilanzen
Bislang konnten Sportler aus Deutschland 1854 olympische Medaillen bei den Sportwettbewerben erringen. Diese teilen sich in 613 Gold-, 624 Silber- und 616 Bronzemedaillen auf. Damit kommen sie im Ewigen Medaillenspiegel der Olympischen Spiele nach den USA und Russland (inkl. der Sowjetunion) auf den 3. Rang. Hinzu kommen eine Beteiligung an einer Mixed-Team-Goldmedaille (Vereinigtes Königreich/Deutsches Reich) im Herren-Tennis-Doppel 1896 (durch Friedrich Adolf Traun) und eine Beteiligung an einer Mixed-Team-Bronzemedaille (USA/Deutsches Reich) im Tauziehen 1904 (durch Frank Kugler).

### Olympische Sommerspiele
| Jahr   | Spiele              | Platz                                                      | IOC-Code                                                   | Gold                                                       | Silber                                                     | Bronze                                                     | Gesamt                                                     |
| ------ | ------------------- | ---------------------------------------------------------- | ---------------------------------------------------------- | ---------------------------------------------------------- | ---------------------------------------------------------- | ---------------------------------------------------------- | ---------------------------------------------------------- |
| 1896   | Athen               | 3                                                          | GER                                                        | 6                                                          | 5                                                          | 2                                                          | 13                                                         |
| 1900   | Paris               | 7                                                          | GER                                                        | 4                                                          | 3                                                          | 2                                                          | 9                                                          |
| 1904   | St. Louis           | 2                                                          | GER                                                        | 5                                                          | 4                                                          | 5                                                          | 16                                                         |
| 1906   | Athen               | 6                                                          | GER                                                        | (4)                                                        | (6)                                                        | (5)                                                        | (15)                                                       |
| 1908   | London              | 5                                                          | GER                                                        | 3                                                          | 5                                                          | 5                                                          | 13                                                         |
| 1912   | Stockholm           | 6                                                          | GER                                                        | 5                                                          | 13                                                         | 7                                                          | 25                                                         |
| 1916   | Berlin (abgesagt)   | Wegen des Ersten Weltkriegs fanden die Spiele nicht statt  | Wegen des Ersten Weltkriegs fanden die Spiele nicht statt  | Wegen des Ersten Weltkriegs fanden die Spiele nicht statt  | Wegen des Ersten Weltkriegs fanden die Spiele nicht statt  | Wegen des Ersten Weltkriegs fanden die Spiele nicht statt  | Wegen des Ersten Weltkriegs fanden die Spiele nicht statt  |
| 1920   | Antwerpen           | Deutschland durfte an den Spielen nicht teilnehmen         | Deutschland durfte an den Spielen nicht teilnehmen         | Deutschland durfte an den Spielen nicht teilnehmen         | Deutschland durfte an den Spielen nicht teilnehmen         | Deutschland durfte an den Spielen nicht teilnehmen         | Deutschland durfte an den Spielen nicht teilnehmen         |
| 1924   | Paris               | Deutschland durfte an den Spielen nicht teilnehmen         | Deutschland durfte an den Spielen nicht teilnehmen         | Deutschland durfte an den Spielen nicht teilnehmen         | Deutschland durfte an den Spielen nicht teilnehmen         | Deutschland durfte an den Spielen nicht teilnehmen         | Deutschland durfte an den Spielen nicht teilnehmen         |
| 1928   | Amsterdam           | 2                                                          | GER                                                        | 10                                                         | 7                                                          | 14                                                         | 31                                                         |
| 1932   | Los Angeles         | 9                                                          | GER                                                        | 3                                                          | 12                                                         | 5                                                          | 20                                                         |
| 1936   | Berlin              | 1                                                          | GER                                                        | 33                                                         | 26                                                         | 30                                                         | 89                                                         |
| 1940   | Helsinki (abgesagt) | Wegen des Zweiten Weltkriegs fanden die Spiele nicht statt | Wegen des Zweiten Weltkriegs fanden die Spiele nicht statt | Wegen des Zweiten Weltkriegs fanden die Spiele nicht statt | Wegen des Zweiten Weltkriegs fanden die Spiele nicht statt | Wegen des Zweiten Weltkriegs fanden die Spiele nicht statt | Wegen des Zweiten Weltkriegs fanden die Spiele nicht statt |
| 1944   | London (abgesagt)   | Wegen des Zweiten Weltkriegs fanden die Spiele nicht statt | Wegen des Zweiten Weltkriegs fanden die Spiele nicht statt | Wegen des Zweiten Weltkriegs fanden die Spiele nicht statt | Wegen des Zweiten Weltkriegs fanden die Spiele nicht statt | Wegen des Zweiten Weltkriegs fanden die Spiele nicht statt | Wegen des Zweiten Weltkriegs fanden die Spiele nicht statt |
| 1948   | London              | Deutschland durfte an den Spielen nicht teilnehmen         | Deutschland durfte an den Spielen nicht teilnehmen         | Deutschland durfte an den Spielen nicht teilnehmen         | Deutschland durfte an den Spielen nicht teilnehmen         | Deutschland durfte an den Spielen nicht teilnehmen         | Deutschland durfte an den Spielen nicht teilnehmen         |
| 1952   | Helsinki            | 28                                                         | GER                                                        | 0                                                          | 7                                                          | 17                                                         | 24                                                         |
| 1952   | Helsinki            | –                                                          | SAA                                                        | 0                                                          | 0                                                          | 0                                                          | 0                                                          |
| 1952   | Helsinki            | Die DDR (GDR) nahm an den Spielen nicht teil               |                                                            |                                                            |                                                            |                                                            |                                                            |
| 1956   | Melbourne           | 7                                                          | EUA                                                        | 6                                                          | 13                                                         | 7                                                          | 26                                                         |
| 1960   | Rom                 | 4                                                          | EUA                                                        | 12                                                         | 19                                                         | 11                                                         | 42                                                         |
| 1964   | Tokio               | 4                                                          | EUA                                                        | 10                                                         | 22                                                         | 18                                                         | 50                                                         |
| 1968   | Mexiko-Stadt        | 8                                                          | FRG                                                        | 5                                                          | 11                                                         | 10                                                         | 26                                                         |
| 1968   | Mexiko-Stadt        | 5                                                          | GDR                                                        | 9                                                          | 9                                                          | 7                                                          | 25                                                         |
| 1972   | München             | 4                                                          | FRG                                                        | 13                                                         | 11                                                         | 16                                                         | 40                                                         |
| 1972   | München             | 3                                                          | GDR                                                        | 20                                                         | 23                                                         | 23                                                         | 66                                                         |
| 1976   | Montreal            | 4                                                          | FRG                                                        | 10                                                         | 12                                                         | 17                                                         | 39                                                         |
| 1976   | Montreal            | 2                                                          | GDR                                                        | 40                                                         | 25                                                         | 25                                                         | 90                                                         |
| 1980   | Moskau              | Die BRD (FRG) boykottierten die Spiele                     | Die BRD (FRG) boykottierten die Spiele                     | Die BRD (FRG) boykottierten die Spiele                     | Die BRD (FRG) boykottierten die Spiele                     | Die BRD (FRG) boykottierten die Spiele                     | Die BRD (FRG) boykottierten die Spiele                     |
| 1980   | Moskau              | 2                                                          | GDR                                                        | 47                                                         | 37                                                         | 42                                                         | 126                                                        |
| 1984   | Los Angeles         | 3                                                          | FRG                                                        | 17                                                         | 19                                                         | 23                                                         | 59                                                         |
| 1984   | Los Angeles         | Die DDR (GDR) boykottierten die Spiele                     |                                                            |                                                            |                                                            |                                                            |                                                            |
| 1988   | Seoul               | 5                                                          | FRG                                                        | 11                                                         | 14                                                         | 15                                                         | 40                                                         |
| 1988   | Seoul               | 2                                                          | GDR                                                        | 37                                                         | 35                                                         | 30                                                         | 102                                                        |
| 1992   | Barcelona           | 3                                                          | GER                                                        | 33                                                         | 21                                                         | 28                                                         | 82                                                         |
| 1996   | Atlanta             | 3                                                          | GER                                                        | 20                                                         | 18                                                         | 27                                                         | 65                                                         |
| 2000   | Sydney              | 5                                                          | GER                                                        | 13                                                         | 17                                                         | 26                                                         | 56                                                         |
| 2004   | Athen               | 6                                                          | GER                                                        | 13                                                         | 16                                                         | 20                                                         | 49                                                         |
| 2008   | Peking              | 4                                                          | GER                                                        | 16                                                         | 11                                                         | 14                                                         | 41                                                         |
| 2012   | London              | 6                                                          | GER                                                        | 11                                                         | 20                                                         | 13                                                         | 44                                                         |
| 2016   | Rio de Janeiro      | 5                                                          | GER                                                        | 17                                                         | 10                                                         | 15                                                         | 42                                                         |
| 2021   | Tokio               | 9                                                          | GER                                                        | 10                                                         | 11                                                         | 16                                                         | 37                                                         |
| 2024   | Paris               | 10                                                         | GER                                                        | 12                                                         | 13                                                         | 8                                                          | 33                                                         |
| Gesamt | Gesamt              | 3                                                          |                                                            | 451                                                        | 469                                                        | 498                                                        | 1418                                                       |

Deutschland nahm bisher 27-mal an den Olympischen Sommerspielen teil und beteiligte sich zusätzlich auch an den Olympischen Zwischenspielen 1906 in Athen. Die erste Teilnahme erfolgte 1896 in Athen, die bisher letzte 2024 in Paris.
Insgesamt überproportional erfolgreich waren die Mannschaften der DDR („GDR“) mit 409 Medaillen bei nur fünf Olympiateilnahmen.
In den Jahren 1916, 1940 und 1944 fanden die Sommerspiele kriegsbedingt nicht statt. Dreimal, in den Jahren 1920, 1924 und 1948, durfte kein deutsches Team an den Sommerspielen teilnehmen. Wegen seiner Rolle im Ersten bzw. Zweiten Weltkrieg war Deutschland in diesen Jahren von der Sportveranstaltung ausgeschlossen worden. Des Weiteren wurden die Spiele 1980 in Moskau von der Bundesrepublik Deutschland und die Spiele 1984 in Los Angeles von der Deutschen Demokratischen Republik boykottiert.

### Olympische Winterspiele
| Jahr   | Spiele                 | Platz                                              | IOC-Code                                           | Gold                                               | Silber                                             | Bronze                                             | Gesamt                                             |
| ------ | ---------------------- | -------------------------------------------------- | -------------------------------------------------- | -------------------------------------------------- | -------------------------------------------------- | -------------------------------------------------- | -------------------------------------------------- |
| 1924   | Chamonix               | Deutschland durfte an den Spielen nicht teilnehmen | Deutschland durfte an den Spielen nicht teilnehmen | Deutschland durfte an den Spielen nicht teilnehmen | Deutschland durfte an den Spielen nicht teilnehmen | Deutschland durfte an den Spielen nicht teilnehmen | Deutschland durfte an den Spielen nicht teilnehmen |
| 1928   | St. Moritz             | 8                                                  | GER                                                | 0                                                  | 0                                                  | 1                                                  | 1                                                  |
| 1932   | Lake Placid            | 9                                                  | GER                                                | 0                                                  | 0                                                  | 2                                                  | 2                                                  |
| 1936   | Garmisch-Partenkirchen | 2                                                  | GER                                                | 3                                                  | 3                                                  | 0                                                  | 6                                                  |
| 1948   | St. Moritz             | Deutschland durfte an den Spielen nicht teilnehmen | Deutschland durfte an den Spielen nicht teilnehmen | Deutschland durfte an den Spielen nicht teilnehmen | Deutschland durfte an den Spielen nicht teilnehmen | Deutschland durfte an den Spielen nicht teilnehmen | Deutschland durfte an den Spielen nicht teilnehmen |
| 1952   | Oslo                   | 4                                                  | GER                                                | 3                                                  | 2                                                  | 2                                                  | 7                                                  |
| 1952   | Oslo                   | Die DDR (GDR) nahm an den Spielen nicht teil       |                                                    |                                                    |                                                    |                                                    |                                                    |
| 1956   | Cortina d’Ampezzo      | 9                                                  | EUA                                                | 1                                                  | 0                                                  | 1                                                  | 2                                                  |
| 1960   | Squaw Valley           | 2                                                  | EUA                                                | 4                                                  | 3                                                  | 1                                                  | 8                                                  |
| 1964   | Innsbruck              | 6                                                  | EUA                                                | 3                                                  | 3                                                  | 3                                                  | 9                                                  |
| 1968   | Grenoble               | 8                                                  | FRG                                                | 2                                                  | 2                                                  | 3                                                  | 7                                                  |
| 1968   | Grenoble               | 10                                                 | GDR                                                | 1                                                  | 2                                                  | 2                                                  | 5                                                  |
| 1972   | Sapporo                | 6                                                  | FRG                                                | 3                                                  | 1                                                  | 1                                                  | 5                                                  |
| 1972   | Sapporo                | 2                                                  | GDR                                                | 4                                                  | 3                                                  | 7                                                  | 14                                                 |
| 1976   | Innsbruck              | 5                                                  | FRG                                                | 2                                                  | 5                                                  | 3                                                  | 10                                                 |
| 1976   | Innsbruck              | 2                                                  | GDR                                                | 7                                                  | 5                                                  | 7                                                  | 19                                                 |
| 1980   | Lake Placid            | 12                                                 | FRG                                                | 0                                                  | 2                                                  | 3                                                  | 5                                                  |
| 1980   | Lake Placid            | 2                                                  | GDR                                                | 9                                                  | 7                                                  | 7                                                  | 23                                                 |
| 1984   | Sarajevo               | 8                                                  | FRG                                                | 2                                                  | 1                                                  | 1                                                  | 4                                                  |
| 1984   | Sarajevo               | 1                                                  | GDR                                                | 9                                                  | 9                                                  | 6                                                  | 24                                                 |
| 1988   | Calgary                | 8                                                  | FRG                                                | 2                                                  | 4                                                  | 2                                                  | 8                                                  |
| 1988   | Calgary                | 2                                                  | GDR                                                | 9                                                  | 10                                                 | 6                                                  | 25                                                 |
| 1992   | Albertville            | 1                                                  | GER                                                | 10                                                 | 10                                                 | 6                                                  | 26                                                 |
| 1994   | Lillehammer            | 3                                                  | GER                                                | 9                                                  | 7                                                  | 8                                                  | 24                                                 |
| 1998   | Nagano                 | 1                                                  | GER                                                | 12                                                 | 9                                                  | 8                                                  | 29                                                 |
| 2002   | Salt Lake City         | 2                                                  | GER                                                | 12                                                 | 16                                                 | 8                                                  | 36                                                 |
| 2006   | Turin                  | 1                                                  | GER                                                | 11                                                 | 12                                                 | 6                                                  | 29                                                 |
| 2010   | Vancouver              | 2                                                  | GER                                                | 10                                                 | 13                                                 | 7                                                  | 30                                                 |
| 2014   | Sotschi                | 6                                                  | GER                                                | 8                                                  | 6                                                  | 5                                                  | 19                                                 |
| 2018   | Pyeongchang            | 2                                                  | GER                                                | 14                                                 | 10                                                 | 7                                                  | 31                                                 |
| 2022   | Peking                 | 2                                                  | GER                                                | 12                                                 | 10                                                 | 5                                                  | 27                                                 |
| Gesamt | Gesamt                 | 1                                                  |                                                    | 162                                                | 155                                                | 118                                                | 435                                                |

Stand: 11. August 2024
Deutschland nahm bisher 21-mal an den Olympischen Winterspielen teil. Die erste Teilnahme erfolgte 1928 in St. Moritz, die bisher letzte 2022 in Peking.
Zweimal, in den Jahren 1924 und 1948, durfte kein deutsches Team an den Winterspielen teilnehmen. Wegen seiner Rolle im Ersten bzw. Zweiten Weltkrieg war Deutschland in diesen Jahren von der Sportveranstaltung ausgeschlossen worden.

## Medaillengewinner bei Olympischen Spielen
| Platz | Sportler/-in           | Land                       | Sportart       | Zeitraum  | Gold | Silber | Bronze | Gesamt |
| ----- | ---------------------- | -------------------------- | -------------- | --------- | ---- | ------ | ------ | ------ |
| 1     | Isabell Werth          | Deutschland                | Dressurreiten  | 1992–2024 | 8    | 6      | 0      | 14     |
| 2     | Birgit Fischer         | DDR Deutschland            | Kanu           | 1980–2004 | 8    | 4      | 0      | 12     |
| 3     | Reiner Klimke          | Deutschland BR Deutschland | Dressurreiten  | 1964–1988 | 6    | 0      | 2      | 8      |
| 4     | Kristin Otto           | DDR                        | Schwimmen      | 1988      | 6    | 0      | 0      | 6      |
| 5     | Hans Günter Winkler    | Deutschland BR Deutschland | Springreiten   | 1956–1976 | 5    | 1      | 1      | 7      |
| 6     | Kornelia Ender         | DDR                        | Schwimmen      | 1972–1976 | 4    | 4      | 0      | 8      |
| 7     | Roland Matthes         | DDR                        | Schwimmen      | 1968–1976 | 4    | 2      | 2      | 8      |
| 8     | Katrin Wagner-Augustin | Deutschland                | Kanu           | 2000–2012 | 4    | 1      | 1      | 6      |
| 9     | Ludger Beerbaum        | Deutschland                | Springreiten   | 1988–2016 | 4    | 0      | 1      | 5      |
| 9     | Kathrin Boron          | Deutschland                | Rudern         | 1992–2008 | 4    | 0      | 1      | 5      |
| 11    | Max Rendschmidt        | Deutschland                | Kanu           | 2016–2024 | 4    | 0      | 0      | 4      |
| 11    | Nicole Uphoff          | Deutschland                | Dressurreiten  | 1988–1992 | 4    | 0      | 0      | 4      |
| 11    | Bärbel Wöckel          | DDR                        | Leichtathletik | 1976–1980 | 4    | 0      | 0      | 4      |

| Platz | Sportler/-in         | Land        | Sportart       | Zeitraum  | Gold | Silber | Bronze | Gesamt |
| ----- | -------------------- | ----------- | -------------- | --------- | ---- | ------ | ------ | ------ |
| 1     | Natalie Geisenberger | Deutschland | Rennrodeln     | 2010–2022 | 6    | 0      | 1      | 7      |
| 2     | Tobias Arlt          | Deutschland | Rennrodeln     | 2014–2022 | 6    | 0      | 0      | 6      |
| 2     | Tobias Wendl         | Deutschland | Rennrodeln     | 2014–2022 | 6    | 0      | 0      | 6      |
| 4     | Claudia Pechstein    | Deutschland | Eisschnelllauf | 1992–2006 | 5    | 2      | 2      | 9      |
| 5     | Ricco Groß           | Deutschland | Biathlon       | 1992–2006 | 4    | 3      | 1      | 8      |
| 6     | Sven Fischer         | Deutschland | Biathlon       | 1994–2006 | 4    | 2      | 2      | 8      |
| 7     | Kevin Kuske          | Deutschland | Bob            | 2002–2018 | 4    | 2      | 0      | 6      |
| 8     | André Lange          | Deutschland | Bob            | 2002–2010 | 4    | 1      | 0      | 5      |